# Jarl Cordua
 Der er for få eller ingen kildehenvisninger i denne artikel, hvilket er et problem. Du kan hjælpe ved at angive troværdige kilder til de påstande, som fremføres i artiklen.

Jarl Cordua (født 24. juli 1969 i Rønne) er en dansk radiovært, politisk kommentator, foredragsholder, kommunikationsrådgiver og podcaster.
Cordua erklærer sig som borgerlig-liberal. Han har en fortid i partiet Venstre, hvor han bl.a. har været medlem af forretningsudvalget i København (1994-2000) og kampagneleder ved både kommunalvalg, folketingsvalg og Europa-Parlamentsvalg; senest ved folketingsvalget i 2005. Han har efter eget udsagn været medlem af Venstre siden 1991, men ikke været aktiv siden 2005. Ved folketingsvalget i 2019 erklærede Cordua at han stemte på De Konservative, men bevarede fortsat sit medlemskab af Venstre.

## Karriere og aktiviteter
Cordua er student fra Bornholms Amtsgymnasium 1988 og cand.polit. fra Københavns Universitet. Han har gennem mange år arbejdet som politisk kommentator, journalist, oplægsholder, moderator og selvstændig kommunikationsrådgiver.
Cordua er politisk kommentator ved aviser, radio og tv.
Han har fra 2016 været tilknyttet Berlingske som klummeskribent og fra sommeren 2022 skriver han tillige en lørdagssklumme. Siden 2020 har han også lejlighedsvist været boganmelder på avisen.
Siden 2015 er han også radiovært på bog-programmet Hitlers Æselører først på Radio24syv og fra november 2019 på Berlingske, et program som behandler især danske bogudgivelser om den 2. Verdenskrig.
Siden april 2025 er han vært for podcasten "Europa uden Forbehold", som udgives af Europabevægelsen.
Sammen med politisk kommentator Lars Trier Mogensen var Cordua 2019-2024 vært på TV-programmet "Borgen Late Night", der blev udgivet af Jyske Bank.
Kommentatoren var fast paneldeltager i programmet "Besserwisserne" på TV2News siden programmets start i 2015 og indtil 2025. Han medvirkede også ofte i DR2-programmer som Jersild minus spin og "Deadline", 
Cordua var 2011-2023 vært på det politiske radioprogram Cordua & Steno, først på Radio24Syv, og 2019-2023 på Berlingske - sammen med Torben Steno. 
2019-2022 var han en del af panelet, der skrev klummen "Groft Sagt" i Berlingske.
Han var gennem mere end 10 år paneldeltager i radioprogrammet "Søndagsfrokosten" på P1.
2015-2022 var han klummeskribent og boganmelder på netavisen Altinget.dk
I 2011-2015 var han klummeskribent på ugeavisen Kommunen, og Cordua har tidligere skrevet blogs eller klummer for Jyllands-Posten, Information, Politiken og BT.
I årene 2006-2011 drev han bloggen Jarls Blog, der på et tidspunkt havde 18.000 månedlige besøgende og da hørte til de mest læste blogs i Danmark.
Cordua driver konsulentvirksomhed som oplægsholder, ordstyrer og inden for alle former for kommunikation.
I marts 2022 indgik Cordua i kredsen, der tog initiativ til og dannede "Den Danske Ukraine-komité", som indsamler penge til støtte for Ukraines væbnede styrker i landets forsvar mod Ruslands invasion.
Cordua er medlem af Dansk Sprognævns Repræsentantskab 2024-2028.
I april 2025 meldte Cordua sig til Hjemmeværnet.